# 林旭華

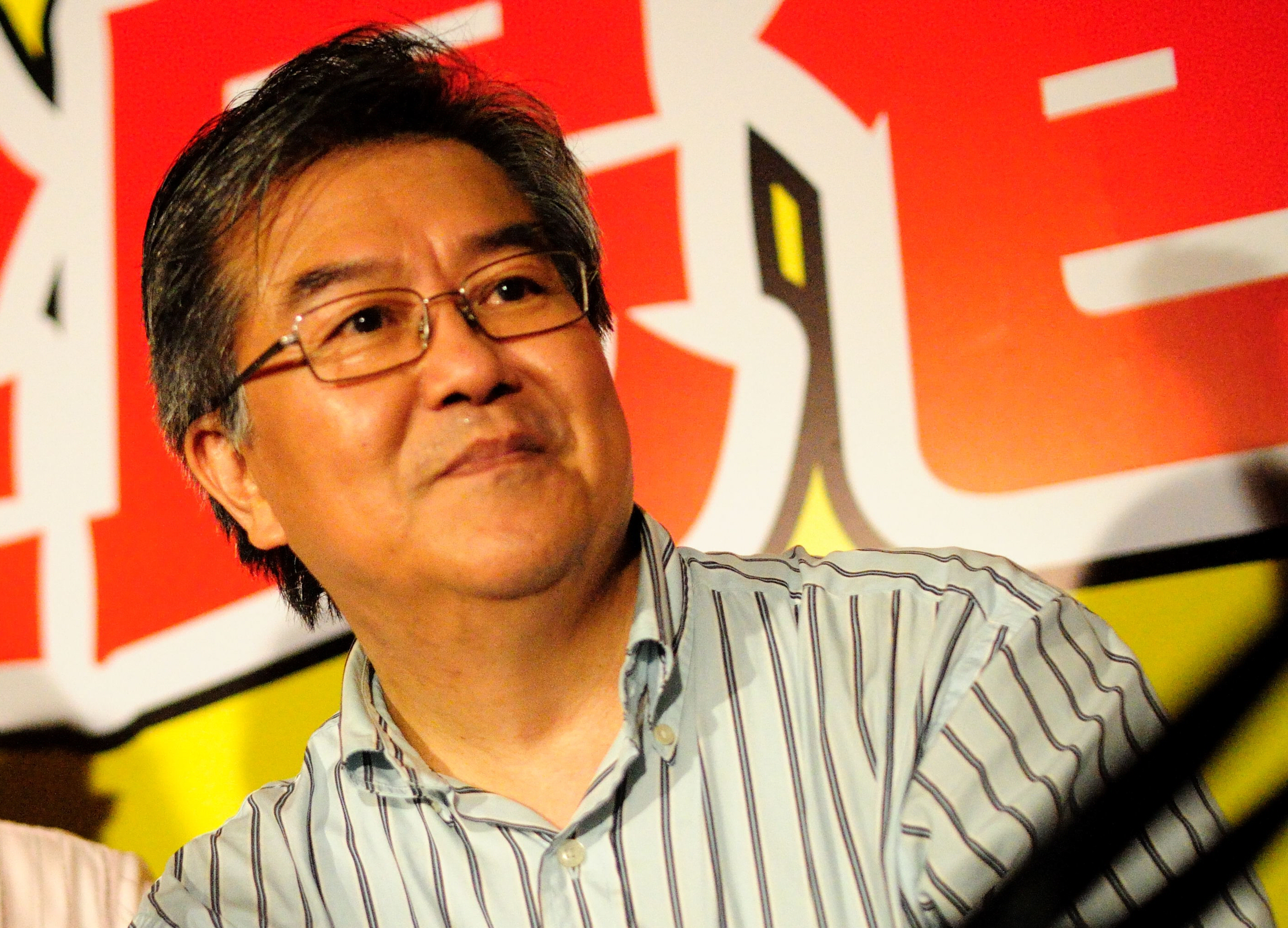
林旭華

林旭華（英語：Peter Lam Yuk Wah，1950年—），香港的電台節目主持人，曾在商業電台與鄭經翰主持著名的Phone-in节目《風波裡的茶杯》，針砭時弊。此外，也曾担任香港电台节目頭條新聞以及民间电台主持。1968年畢業於天主教崇德英文书院，是佳视六君子之一。
早年曾在無線電視、佳藝電視任職資料搜集，佳視倒閉後轉投麗的電視公司，擔任資料搜集部經理，負責管理電視台圖書館。之後曾加盟過梁淑怡的製作公司和施南生的新藝城影業公司。1980年代中葉，投身公營香港電台出任節目主持。1989年，與甘國亮及一家上市公司合作，成立香港錄像出版社，更將美國的創意落實到香港市場，把電影轉成錄影帶發售；又曾與盧子健、何安達合資亞洲訊息投資公司，與上市公司合作ask100.com網站。1994年轉往香港商業電台主持風波裡的茶杯。之後商台的風波裡的茶杯停播。在2010年，加入恒基地產任外事務部總經理。在2012年，林旭華加入由鄭經翰開辦的DBC數碼電台香港數碼廣播有限公司，並在同年四月開始複辦風波裡的茶杯-還聲於民節目，直至DBC電台停播，也有參與DBC員工發起的義播。D100成立後擔任台長，夥拍鄭經翰主持的電台烽煙節目《風波裡的茶杯》。
據悉，林氏育有一子一女，並有外甥在新加坡美資銀行任職。

## 观点
林旭華支持《2014年版權（修訂）條例草案》，並擔任香港版權大聯盟發言人。他認為香港網上盜版活動猖獗，令本地創意及娛樂事業從業員，面臨水深火熱的處境，所以有必要盡快通過條例。不過，此舉與D100網台及其創辦人鄭經翰立場相左，在他們的商討後，林決定暫停主持D100網台的節目。

## 外部連結
- ＜星．聲Career＞ 風波裡的傳媒路 - 林旭華 （页面存档备份，存于）
- 「要輸得起，要量力而為」 林旭華事途精彩 （页面存档备份，存于）